# Saleh Kootah (ort i Iran)
Saleh Kootah (persiska: Şāleḩ Kūtāh, صالح کوتاه) är en ort i Iran.   Den ligger i provinsen Khuzestan, i den centrala delen av landet, 400 km söder om huvudstaden Teheran. Saleh Kootah ligger 641 meter över havet och antalet invånare är 230.
Terrängen runt Saleh Kootah är huvudsakligen kuperad, men åt sydost är den bergig. Runt Saleh Kootah är det ganska tätbefolkat, med 56 invånare per kvadratkilometer. Närmaste större samhälle är Shū Gol-e Ḩājjīvand, 4,2 km nordväst om Saleh Kootah. Omgivningarna runt Saleh Kootah är i huvudsak ett öppet busklandskap.